# BattleTech

Logo di BattleTech

BattleTech è un wargame e un media franchise del genere fantascienza, immesso sul mercato dall'editore statunitense FASA Corporation, nel 1984, acquisito da WizKids (fabbricante di miniature per giochi da tavolo) nel 2001 e ceduto nel 2003, all'azienda Topps Company, a motivo dell'acquisizione della WizKids, nel luglio dello stesso anno.
Nel giugno 2007, la Topps concesse la licenza per la creazione di prodotti BattleTech, alla società Catalyst Game Labs (fondata da InMediaRes Productions); la proprietà intellettuale del marchio BattleTech (con l'eccezione dei diritti per la produzione di videogiochi, diritti posseduti da Microsoft a partire dal 1999, grazie all'acquisizione di FASA Interactive, sussidiaria della Virtual World Entertainment, a sua volta controllata da FASA Corporation) è comunque detenuta, da allora, dall'azienda Topps.
La serie ebbe inizio con la creazione del gioco da tavolo BattleTech, da parte degli autori di giochi Jordan K. Weisman e L. Ross Babcock III e da allora si è ampliata a prodotti di diversa tipologia, come numerosi videogiochi, un gioco di carte collezionabili, una serie televisiva animata, una quantità consistente di romanzi, racconti e fumetti, ed ulteriori proposte merceologiche.

## Generalità

### I problemi legali
In origine, il gioco da tavolo conosciuto come BattleTech, pubblicato da FASA Corporation nel 1984 (nella sua prima edizione) ed incentrato, principalmente, sul combattimento fra mech, robot antropomorfi, fu pubblicato con il titolo di Battledroids - A Game of Armored Combat. Il nome del gioco fu cambiato in BattleTech - A Game of Armored Combat (abbreviato in seguito in BattleTech), nella seconda edizione (1985), dato che George Lucas e la casa di produzione Lucasfilm, reclamarono i diritti di sfruttamento del termine "droid". A seguito di tale disputa, anche i mech del gioco, furono rinominati "BattleMech".
Lo stile dei primi BattleMech, fu ricavato dalle serie di anime Macross, Fang of the Sun Dougram e Crusher Joe. A partire dal 1996, una serie di casi giudiziari colpirono l'editore FASA Corporation, spingendolo ad abbandonare tale design (nella fattispecie, a causa della battaglia legale intrapresa dalle società Playmates Toys e Harmony Gold, per l'uso di tali immagini: in pratica, secondo FASA Corporation, un terzo soggetto avrebbe venduto loro design di alcuni BattleMech, pur non avendone il diritto).
I casi furono risolti in via extragiudiziale e le parti interessate convennero di mantenere segreti i dettagli. I BattleMech oggetti del contendere, divennero "unseen", ovvero "invisibili", impiegabili nel gioco, ma non pubblicizzabili (come ad esempio, sulle scatole dei prodotti FASA).
In conseguenza di tali vicende, l'editore decise di sfruttare, esclusivamente design proprietari.
Nel 2001, la FASA Corporation chiuse la propria attività, cedendo la proprietà intellettuale di BattleTech alla WizKids, un'altra società fondata da Weisman per lo sviluppo delle miniature collezionabili note come Clix.
Randall N. Bills (all'epoca curatore della linea di prodotti Classic BattleTech per WizKids e Fantasy Productions e prima ancora sviluppatore in forza a FASA), in seguito sostenne che fu la stessa FASA Corporation a citare in giudizio la Playmates Toys, per l'uso non autorizzato delle immagini di BattleTech, e che al termine della controversia, la FASA Corporation non ricevette alcun indennizzo, ma ottenne che la Playmates Toys cessasse l'abuso.
La Fantasy Productions (abbreviata in FanPro, azienda tedesca avente una consociata statunitense), ebbe successivamente, da WizKids, la possibilità di sfruttare (dietro licenza) il franchise BattleTech e i prodotti "unseen", furono inclusi fra quelli sfruttabili.
Il 24 giugno 2009, la società Catalyst Game Labs, annunciò di essersi assicurata, dalla compagnia Topps (la quale aveva acquisito WizKids nel 2003), la possibilità di usare, dietro licenza, i diritti sui prodotti "unseen"; in conseguenza di ciò, le immagini che riproducevano gli originali BattleMech non pubblicabili per oltre un decennio, furono legalmente usate di nuovo. Ma la stessa Catalyst Game Labs, nell'agosto del 2009, ripristinò lo status di "unseen" su diversi prodotti, giustificandosi con un errore commesso nel negoziare i diritti di distribuzione. Il ripristino delle restrizioni, coinvolse solo i prodotti originati dalla serie Macross (a titolo di esempio, le immagini ispirate ad altri anime come Fang of the Sun Dougram e Crusher Joe, non furono colpite da tale cambiamento).
A partire dall'agosto 2011, tuttavia, anche le rimanenti immagini, tornarono allo status di "unseen", a causa del perdurare dei problemi legati agli accordi di licenza.

### Classic BattleTech
L'originale gioco da tavolo BattleTech, fu rinominato in Classic BattleTech, nel 2002, da FanPro (Fantasy Productions), su licenza WizKids (la quale aveva avviato la produzione della linea di giochi MechWarrior: Dark Age).
Nel giugno 2007, la licenza di FanPro cessò di validità e la Catalyst Game Labs acquisì i diritti su Classic BattleTech.
Il prefisso "Classic", fu abbandonato dai successivi prodotti BattleTech, dopo che la linea di produzione MechWarrior: Dark Age fu interrotta nel 2008 (anche se è rimasto in uso, per differenziare la serie "Dark Age" dalle altre opere, divenendo inoltre, sinonimo di gioco da tavolo BattleTech).

### Gioco da tavolo
Per ciò che concerne le regole di base (e parte di quelle avanzate), il gioco da tavolo BattleTech viene praticato fra due o più partecipanti (anche organizzati in squadre), su di una mappa suddivisa in esagoni numerati (chiamati hex), ove vengono stilizzate zone pianeggianti o boscose, fiumi, laghi, alture ecc. (le quali influenzano movimenti e capacità d'attacco delle forze schierate). Le pedine impiegate sono, principalmente, unità da guerra chiamate BattleMech (separate per classi di tonnellaggio: leggera, media, pesante e d'assalto), rappresentate sul tabellone di gioco da pedine o miniature (in alcune edizioni, sono incluse miniature in plastica, mentre in altre, le unità sono presenti, fronte e retro, su cartoncino da fissare su basi plastiche).
In BattleTech, sono controllabili anche veicoli corazzati, fanteria convenzionale e Battle Armor (questi ultimi, esoscheletri da guerra, unità classificate come "fanteria anti-BattleMech", simili, ma esclusivamente a titolo d'esempio, alle tute potenziate del romanzo Fanteria dello spazio di Heinlein).
Il gioco si svolge per turni articolati in quattro fasi (molte delle quali determinate dal lancio di due dadi a sei facce):
- iniziativa (stabilita dal punteggio più alto ottenuto dal tiro dei dadi);
- movimento (stazionamento, camminata, corsa o salto: terminati i movimenti, per ogni mech è possibile dichiarare una rotazione del torso di 60° a destra o a sinistra, modificando gli angoli di tiro, come reazione ai movimenti altrui). Se un'unità esce dalla mappa, viene considerata distrutta;
- attacco (occorre precisare in quali punti colpire le unità designate e quale arma, incluso il corpo a corpo, delle classi bianca, a energia, balistica e missilistica, impiegare). Per poter sparare, ciascuna unità deve avere libera la propria visuale (o LOS, "line of sight", in originale), ovvero una linea retta fra due caselle del tabellone, quella occupata dall'attaccante e quella del bersaglio; inoltre, l'obiettivo stesso deve essere a portata di una o più armi e all'interno dell'angolo di tiro (dato dal posizionamento delle singole armi sull'unità) il quale indica le direzioni consentite per fare fuoco;
- fase finale (ove vengono rese effettive le mosse preventivate per il turno).

In ogni fase, i giocatori si alternano nel dichiarare (nel lasso di tempo di dieci secondi) un'azione da eseguire (una per ciascuna delle loro unità, fino ad esaurimento delle stesse). Inizia a dichiarare chi ha perduto a dadi l'iniziativa; in tal modo, l'avversario ha il vantaggio di reagire ai movimenti e alle dichiarazioni d'attacco.
Il giocatore con l'ultima unità superstite, si aggiudica la partita. Se i partecipanti perdono le loro ultime unità contemporaneamente nel corso del medesimo turno, la partita viene considerata patta.
Schede tecniche (Record Sheets) forniscono informazioni dettagliate su ciascun BattleMech (come armamento, corazza, equipaggiamento, velocità, ecc.) e sono adoperate per tenere traccia dei danni, l'accumulo di calore, la disponibilità di munizioni e di altri dati. I giocatori utilizzano i due dadi in dotazione, per determinare risultati variabili, stabilendo (a titolo d'esempio), se il colpo è andato a bersaglio e il punto circoscritto oggetto dell'urto. Veicoli, fanteria convenzionale e Battle Armor, hanno specifiche schede tecniche.
La corazza di ciascun BattleMech viene rappresentata suddivisa in varie parti (testa, torso, braccia e gambe). Se una sezione viene distrutta e la stessa posizione subisce un ulteriore colpo, o il danno è maggiore della capacità totale della sezione di reggere lo schianto appena incassato, la quota "eccedente del danno" viene trasferita alla sezione adiacente (più interna) della blindatura. Un BattleMech viene abbattuto, quando la "sezione testa" o la parte centrale del torso, cedono completamente.
I veicoli corazzati, vengono definitivamente distrutti quando ciascuna sezione cede. La fanteria convenzionale, invece, è considerata annientata, solo al verificarsi del decesso dell'ultimo soldato del singolo plotone. Le Battle Armor, vengono considerate abbattute, dopo aver patito un danno pari o superiore alla loro capacità complessiva di tollerarne.
L'accumulo di calore è un importante fattore limitante del gioco: il surriscaldamento di un'unità mech (dovuto principalmente all'azione delle armi, ma anche ai movimenti) può avere non pochi effetti negativi, quali penalità sulla precisione delle armi, rallentamenti dei movimenti, detonazioni delle munizioni trasportate dal BattleMech, spegnimento dell'unità o la sua esplosione.
A seguire, le classi di armi, con l'indicazione del calore sviluppato durante il funzionamento:
| Classe             | Tipo                                                             | Livello di calore sviluppato |
| ------------------ | ---------------------------------------------------------------- | ---------------------------- |
| Armi bianche       | Scuri, spade                                                     | Nullo                        |
| Armi a energia     | Laser, a particelle, lanciafiamme                                | Alto                         |
| Armi balistiche    | Cannoni, mitragliatori, a grappolo, gaussiane (a elettromagneti) | Basso                        |
| Armi missilistiche | Missili a lungo/medio/corto raggio, a ricerca                    | Medio                        |

### Espansioni
Manuali tecnici (Technical Readouts) ed espansioni, hanno introdotto regole di tipo avanzato (alcune delle quali sperimentali) che sono state aggregate alle varie edizioni del gioco, con l'intento d'ampliarne l'esperienza d'uso. In attinenza con il regolamento, gli ideatori di BattleTech, hanno anche previsto una flessibilità tale, da permettere ai giocatori di creare proprie unità.
La diffusione del gioco, ha generato un certo numero di prodotti supplementari: fra i più significativi, si possono annoverare CityTech, del 1986 (ambientato in scenari urbani), AeroTech anch'esso del 1986 (che si focalizza su operazioni aeree e spaziali) e BattleSpace, uscito nel 1993 (dedicato al combattimento fra astronavi quali navi da guerra, "BalzoNavi" e "Navi da Sbarco"). Tutte le citate espansioni furono pubblicate a cura di FASA Corporation.
FASA, fece uscire altri due pacchetti aggiuntivi per completare il gioco base: BattleForce nel 1987, un simulatore di guerra su larga scala che disciplina le azioni di unità BattleTech, organizzate in squadre, e BattleTroops (1989), un sistema di combattimento fra la fanteria.
The Succession Wars (gioco da tavolo pubblicato nel 1987, giocato su una mappa politica stellare in cui i giocatori si contendono intere regioni di spazio) è uno dei due titoli puramente strategici della serie, mentre l'altro, intitolato Inner Sphere in Flames (tratto dal manuale Combat Operations book), include campagne militari complete, prendendo in considerazione aspetti economici, politici, oltre che tecnologici.
Gli ultimi anni, hanno visto un consolidamento delle espansioni dei prodotti principali (sotto l'egida di FASA), orientamento che è continuato con le aziende licenziatarie FanPro (Fantasy Productions) e Catalyst Game Labs. Il manuale tecnico intitolato Total Warfare, ad esempio, include elementi presenti originariamente in CityTech e AeroTech 2 (quest'ultimo upgrade del 2000 dell'omonimo primo episodio), mentre il manuale Tactical Operations, consolida a sua volta un altro manuale tecnico, Maximum Tech (aggiungendo ulteriori regole per armi ed equipaggiamenti evoluti e sperimentali); Strategic Operations (anch'esso un manuale), include regole avanzate per l'utilizzo di grandi navi spaziali (come "BalzoNavi", navi da guerra, stazioni spaziali, squadriglie di caccia). La revisione del gioco BattleForce e l'arrivo del manuale Interstellar Operations, istituiscono novità per gestire le varie fazioni dell'universo BattleTech (i Clan e le Grandi Casate nobiliari), nella conquista della Sfera Interna o dei territori dei Clan.

## Spin-off

### Giochi da tavolo derivati, GCC e giochi di ruolo

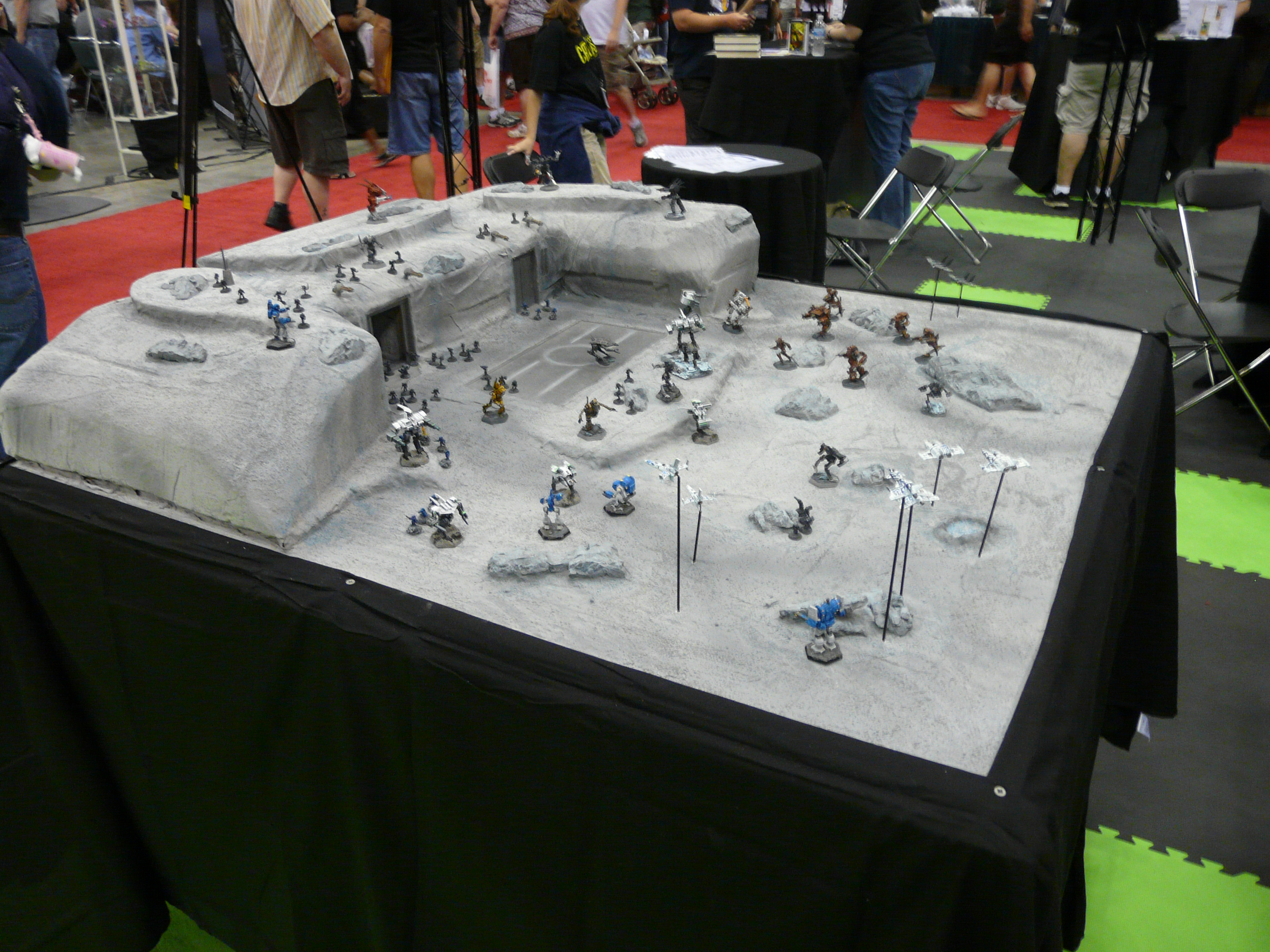
Diorama d'una partita a BattleTech (fiera statunitense Gen Con Indy del 2008)

Il franchising BattleTech, si sviluppò anche al di là del formato del gioco da tavolo, con l'uscita di una serie di spin-off, come MechWarrior (1986), un gioco di ruolo, nel quale i partecipanti impersonano i piloti dei BattleMech (chiamati MechWarrior) ed altre figure del XXXI secolo (tale sistema di gioco è stato pubblicato in diverse edizioni ed ampliato da vari manuali ed ulteriori supplementi).
Nel 1996, la FASA ha anche pubblicato BattleTech Trading Card Game, un gioco di carte collezionabili (GCC) sviluppato dalla Wizards of the Coast, già editore di Magic: l'Adunanza.
WizKids (nel 2001 detentore della proprietà intellettuale di BattleTech), ha introdotto MechWarrior: Dark Age nel corso dell'anno 2002, una variante del gioco da tavolo originale, ma basato su miniature collezionabili (già dipinte) di BattleMech, veicoli, fanteria convenzionale e Battle Armour. Tale gioco (successivamente ribattezzato MechWarrior: Age of Destruction nel 2005), incorpora il "Clix System", uno strumento per tener traccia delle statistiche di combattimento e delle peculiarità di ciascuna unità, ruotando un particolare disco posto nella base della sua miniatura.

### Videogiochi
Nel 1988, la Infocom pubblicò un videogioco di ruolo (e d'avventura) per piattaforma PC, basato sull'universo immaginario BattleTech, intitolato BattleTech: The Crescent Hawk's Inception. Ad esso è stato poi aggiunto, nell'anno 1990, il sequel, BattleTech: The Crescent Hawks' Revenge un gioco tattico in tempo reale.
MechWarrior, fu il primo titolo di simulazione di pilotaggio dei BattleMech, i mech protagonisti del franchising BattleTech: pubblicato da Activision nel 1989, aveva sia una componente GdR, che una gestionale. I seguiti MechWarrior 2: 31st Century Combat (1995), MechWarrior 3 (1999) e MechWarrior 4: Vengeance (2000), con relative espansioni (MechWarrior 2: Ghost Bear's Legacy nel 1995, NetMech nel 1996, MechWarrior 2: Mercenaries, sempre nel 1996, MechWarrior 3: Pirate's Moon, uscito nel 1999, MechWarrior 4: Black Knight, risalente al 2001, MechWarrior 4: Inner Sphere Mech Pak e MechWarrior 4: Clan Mech Pak, entrambi del 2002), furono simulazioni di sofisticazione tecnica sempre maggiore. MechWarrior 4: Mercenaries, uscito nel 2002, grazie al suo editor suscitò interesse e stimolò l'ingegno degli appassionati della serie: con MechWarrior 4: Mercenaries MekPak (2010), MekTek Studios provvide ad aggiungere ulteriori mech, armi ed un nuovo matchmaking, oltre a un restyling grafico dell'HUD. A fine 2019 uscì MechWarrior 5: Mercenaries, simulatore in singleplayer con modalità di gioco anche cooperativo.
Per lo Sharp X68000, nel 1992 fu pubblicato da Victor Musical Industries (solo per il Giappone) BattleTech: Ubawareta Seihai.
Significativi, risultano essere anche i titoli della serie MechCommander, giochi strategici in tempo reale, con visuale isometrica e per PC, come MechCommander, pubblicato nel 1998 e l'espansione MechCommander: Desperate Measures (1999), oltre a MechCommander 2, pubblicato nel 2001, i quali consentono al giocatore di sovraintendere all'azione d'una compagnia di mech. Il 29 settembre 2015 viene proposto su Kickstarter, il videogioco BATTLETECH, in sviluppo presso Harebrained Schemes (studio responsabile della creazione della serie Shadowrun) e prodotto da Jordan K. Weisman, uno dei creatori dell'originale gioco da tavolo. BATTLETECH (uno strategico a turni in single player) viene completamente finanziato nel giro di poco tempo: la cifra richiesta era pari a 250000 $. Il gioco è pubblicato il 24 aprile del 2018.
Per ciò che concerne le console, nel 1993 fu pubblicato MechWarrior per Super NES; nel 1994, uscì BattleTech: A Game of Armored Combat (sia in versione Sega Genesis, che per Super NES, ma quest'ultima con il titolo MechWarrior 3050, in ambito europeo, 1995, e conosciuta come BattleTech 3050, in Giappone, 1996); in sviluppo fino al 1995, BattleTech: Gray Death Legion per Sega Mega CD, fu cancellato a causa della chiusura del suo editore, Absolute Entertainment.
La serie MechAssault, debuttò con MechAssault, nel 2002, il seguito MechAssault 2: Lone Wolf, arrivò nel 2005 (entrambi per Xbox). MechAssault: Phantom War vide la luce nel 2006, per il Nintendo DS.
Il primo gioco in rete ufficiale dedicato a BattleTech, fu Multiplayer BattleTech: EGA, nel 1991, seguito da Multiplayer BattleTech: Solaris (1996) e dal progetto Multiplayer BattleTech: 3025 (in beta testing sino a dicembre 2001 e mai terminato), il quale avrebbe dovuto essere appunto, la terza incarnazione della serie.
Altro titolo multiplayer, è MechWarrior Online, videogioco persistente e massivo on-line, pubblicato il 17 settembre 2013 e commercializzato con la formula del free to play (sviluppato presso la software house canadese Piranha Games). Sempre free to play e multiplayer (ma in questo caso per browser), doveva essere MechWarrior Tactics, uno strategico a turni presentato nel 2012 e ispirato direttamente al gioco da tavolo, ma il suo sviluppo è stato arrestato.
Per i dispositivi mobili, nel 2012 il team di sviluppo Personae Studios, creò MechWarrior: Tactical Command (compatibile con il sistema operativo iOS della Apple).
Una community di fan, dal 1991 al 1993 partecipò allo sviluppo del gioco di tipo MUD, BattleTech 3025 MUSE (conosciuto anche come BattleTech 3026 MUSE), che era accessibile tramite collegamento Telnet. Altro prodotto degli appassionati, è una versione (non ufficiale) online e gratuita del gioco da tavolo BattleTech, chiamata MegaMek (pubblicata dal 2002 e in continuo sviluppo), creata sfruttando il linguaggio di programmazione Java.
Wandering Samurai Studios, comunità costituitosi in sviluppatore di giochi, diede vita (a partire dal 2006) al progetto MechWarrior: Living Legends, un mod di Crysis Warhead, di natura esclusivamente multiplayer, basato sul motore grafico CryENGINE 2.

### BattleTech Center
L'esperienza BattleTech divenne una simulazione immersiva nel 1990, con l'apertura del primo BattleTech Center a Chicago. Tale centro, era originariamente caratterizzato dall'installazione di 16 cabine di pilotaggio collegate in rete, box che imitavano gli abitacoli dei BattleMech (con 104 controlli separati e completamente funzionali), in una simulazione di gioco in realtà virtuale, basata su piattaforma Amiga. Ogni partecipante, selezionava un BattleMech da pilotare in combattimento contro altri giocatori presenti nelle cabine di guida.
Virtual World Entertainment, società che, creata da FASA nel 1987, gestiva tali centri (oltre a produrre e distribuire l'hardware dei simulatori), ne aprì in seguito altri, negli Stati Uniti e nel mondo. L'azienda, nel 1996 si fuse con FASA Interactive Technologies, per andare a formare Virtual World Entertainment Group e sfruttare meglio le varie proprietà intellettuali di FASA.
Nel 1999, la Microsoft acquisì Virtual World Entertainment, al fine di integrare FASA Interactive Technologies, nel proprio sviluppatore Microsoft Game Studios. Virtual World Entertainment, fu venduta nello stesso anno, ma continuò ad evolvere e supportare la piattaforma di realtà virtuale per BattleTech, chiamata Tesla II System, basata sui processori Pentium della Intel e utilizzata dal software simulativo BattleTech: Firestorm, proprio nei BattleTech Center.
Nel 2005, Virtual World Entertainment fu venduta a Nickolas Smith, fondatore del sito mechjock.com, e gli uffici principali furono trasferiti da Chicago a Kalamazoo.
Attualmente, i simulatori constano di abitacoli completamente chiusi (come nei simulatori militari) e dispongono ciascuno di 7 schermi, 90 sistemi di controllo, joystick, pedaliera e 12 altoparlanti audio surround.

## Oltre il gioco

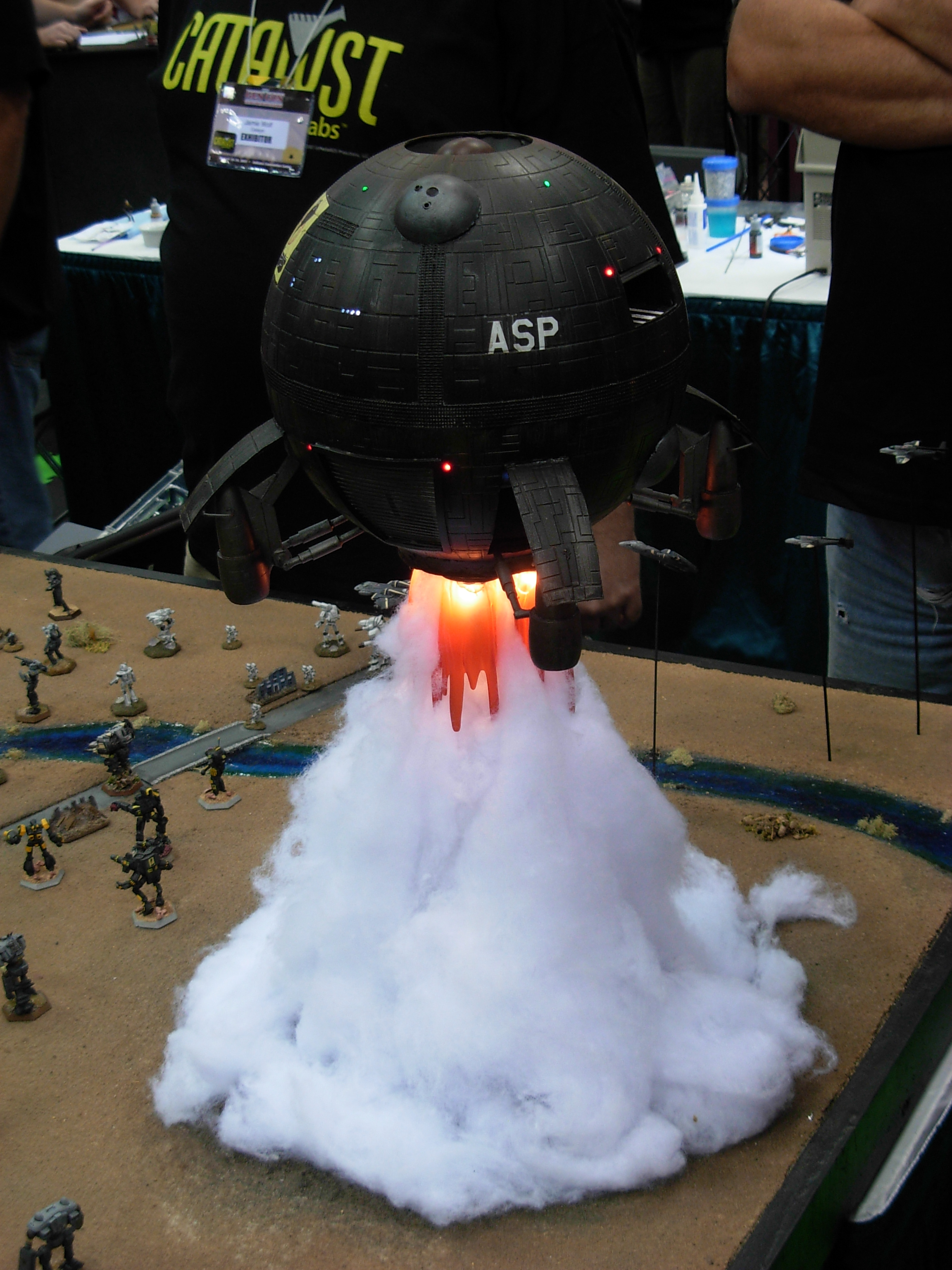
Modellino di una "Nave da Sbarco" dell'universo BattleTech (fiera Gen Con Indy del 2007)

La popolarità del gioco e dell'universo fittizio in cui sono ambientati, pose le basi per la creazione di molti progetti collegati. Numerosi sono, a titolo d'esempio, i romanzi ed i racconti pubblicati; tali produzioni, sono ambientate nella metà degli anni 3000 (il primo periodo storico BattleTech) e nel 3130, nella cosiddetta Dark Age (l'Età Buia della cronologia immaginaria). I primi titoli furono pubblicati fra il 1986 e il 2002; la serie di pubblicazioni che riguarda la Dark Age, uscì dal 2002, all'inizio del 2008.
Un progetto di scrittura online, avviato sul sito battlecorps.com, di proprietà di InMediaRes Productions (società madre di Catalyst Labs Games), attualmente produce anch'esso romanzi e racconti (nel formato PDF) che hanno come sfondo le varie epoche BattleTech.
Catalyst Game Labs, nel giugno del 2008, annunciò che la produzione letteraria ufficiale legata al primo periodo storico BattleTech, sarebbe ricominciata per la fine del medesimo anno.
Il franchise BattleTech, si è nel tempo allargato anche al modellismo, con miniature di mech, veicoli e scenari di gioco.

### Serie animata
BattleTech: The Animated Series, è una serie animata, composta da 13 episodi, prodotta dalla Saban Entertainment e trasmessa dalla rete televisiva Fox, al termine del 1994. La serie, basata sulla trilogia Blood of Kerensky, dello scrittore di fantascienza e fantasy Michael A. Stackpole, aveva il suo fulcro nelle vicende del maggiore Adam Steiner e della sua compagnia di MechWarrior, la 1st Somerset Strikers, in opposizione al Clan Jade Falcon, nel corso dell'Invasione dei Clan (dal 3050 al 3051 circa, della cronologia BattleTech).

### Fumetti
La FASA pubblicò The Spider and the Wolf, nel 1986, un fumetto sulle origini dell'unità mercenaria "Black Widow Company" (3015 della linea temporale di BattleTech), il quale offre anche una breve introduzione all'universo BattleTech e tre ricostruzioni di scenari inclusi in alcune versioni del gioco da tavolo.
Alla fine degli anni ottanta, la casa editrice Blackthorne Publishing, produsse diversi fumetti aventi "BattleTech" come tematica, più una serie su "BattleForce", quest'ultima composta di tre parti, di cui solo due furono pubblicate (lasciando, di fatto, incompiuta l'intera storia).
Una collana di fumetti, in quattro numeri, intitolata BattleTech: Fallout (ispirata alle animazioni di BattleTech: The Animated Series), venne pubblicata dalla Malibu Comics, tra il 1994 e il 1995. In seguito, fu dato alle stampe un quinto numero (chiamato "episodio zero"), diviso in tre vicende molto brevi, a supplemento della storia principale (dalla quale i racconti si discostano) ambientata durante i primi mesi del 3050 (il periodo dell'Invasione dei Clan).

## Universo fittizio
La storia fittizia di BattleTech copre circa 1150 anni, in particolare dalla fine del XX secolo fino alla metà del XXXII. La maggior parte delle opere del franchising è ambientata nel corso dei decenni centrali del XXXI secolo.
La dettagliata cronologia descrive (anche con l'uso di storie individuali) gli sviluppi tecnologici, sociali e politici dell'umanità nella sua espansione nel cosmo. Le convenzioni culturali, sociali e politiche variano considerevolmente da un mondo colonizzato all'altro, ma il feudalesimo è la base sulla quale si fonda quasi ogni governo (con molti Stati interstellari retti, in modo ereditario, dalla nobiltà).
Il tema centrale di BattleTech è il conflitto. Guerre civili locali ed extra-planetarie, combattimenti su larga scala e scaramucce, incursioni piratesche, ecc. sono l'ossatura sia dei giochi che della letteratura dedicata.
Una caratteristica "curiosa" dell'universo BattleTech riguarda l'assenza di vita extraterrestre di tipo intelligente. In effetti, nonostante rarissime eccezioni, quella umana è la sola specie senziente presente (e questo col proposito di focalizzare meglio giocatore e lettore, sullo stato di costante lotta che vige fra i centenari imperi feudali).

### La Terza Guerra Mondiale e l'Alleanza Terrestre
Dopo un lungo periodo critico, la Terra viene scossa da un nuovo incubo: nel 2011, il leader della Russia, il Presidente Tikonov, viene assassinato da un gruppo di estremisti non identificati che lanciano testate atomiche verso le nazioni più potenti, con l'obiettivo di scatenare una guerra termonucleare globale e l'estinzione di massa della razza umana. I missili vengono neutralizzati, ma ciò che resta della Russia si allea con altre nazioni dell'emisfero orientale e si avventa contro le grandi potenze occidentali, Stati Uniti e NATO, dando l'abbrivio per la Terza Guerra Mondiale. Alcuni anni dopo, nel 2014, le potenze occidentali sconfiggono severamente quelle orientali e, firmata la pace, si propongo come guida dell'umanità, creando l'Alleanza Occidentale (la quale, riuscirà in seguito a convincere il resto del mondo ad unirsi in quella che verrà chiamata Alleanza Terrestre). In questo nuovo periodo, scoperte tecnologiche e scientifiche, e un'economia florida, scandiscono i ritmi di una nuova era. Robot e droni assistono le persone e si afferma la tecnologia del transumanesimo (il potenziamento degli individui, oltre i limiti fisici, tramite protesi e manipolazione della genetica).

### Tappe principali del XXI secolo
- 2005: inizia la "Grande Emergenza", una crisi mondiale economica ed energetica (che include anche una serie di eventi catastrofici) senza precedenti. Le risorse divengono scarse e molti Stati poveri iniziano a fallire, venendo successivamente inglobati da quelli più potenti. La NASA lancia in orbita la stazione militare "Crippen", a difesa dai missili intercontinentali.
- 2006: viene fondata un'alleanza tra le nazioni orientali, per la difesa e la cooperazione economica e politica; anche quelle occidentali formano un blocco a parte.
- 2007: la stazione spaziale "Crippen" viene aggiornata e diventa il nodo centrale della rete di difesa spaziale euro-americana. Le armi nucleari del blocco orientale divengono inutili.
- 2010: il governo russo viene rovesciato dai comunisti. Le tensioni globali crescono. L'Australia si proclama preventivamente neutrale in ogni eventuale conflitto militare.
- 2011: gli accordi di Tikonov vengono firmati, ma il presidente russo Tikonov viene ucciso da un gruppo terroristico. Il blocco orientale e quello occidentale si dividono in due alleanze militari più vaste. Nasce l'Alleanza Occidentale. Testate nucleari vengono neutralizzate dalla rete spaziale euro-americana mentre sono in rotta verso Europa e America. Scoppia la Terza Guerra Mondiale. Violente battaglie vengono ingaggiate in molti zone planetarie fra l'Alleanza Occidentale da una parte, Russia, Cina e Medio Oriente, dall'altra.
- 2013: assedio di Mosca ad opera dell'Alleanza Occidentale.
- 2014: si conclude la Terza Guerra Mondiale; Takayoschi Fuchida termina gli studi e si rivelerà fondamentale per la creazione del primo motore a fusione interna (propulsore per i viaggi interstellari).
- 2016: nasce il Comando Unito Occidentale, il quale include gli eserciti occidentali più potenti.
- 2017: primo viaggio interplanetario compiuto (la nave "AS Procyon", giunge su Marte).
- 2020: viene completato il primo motore a fusione.
- 2030: la nave "Magellano Uno" viene lanciata dalla stazione "Crippen".
- 2086: i paesi del Terzo Mondo sono la causa di seri problemi economici e si oppongono all'esplorazione spaziale.
- 2089: tutte le nazioni del mondo entrano nell'Alleanza Occidentale, la quale viene rinominata Alleanza Terrestre, per la sua natura globale.

### La prima esplorazione
Raggiunto il benessere e la pace, la razza umana continua nel percorso di crescita tecnologica e scientifica e iniziano i primi tentativi di esplorazione del cosmo profondo. Vengono fondate nuove colonie e insediamenti su altri pianeti.

### Il consolidamento
In 50 anni, più di 650 nuovi pianeti risultano abitati dai colonizzatori. Su alcuni vengono costruite vere e proprie nazioni, dipendenti da quelle originarie della Terra. Tali neo-stati iniziano una feroce lotta per la propria autonomia, con la madrepatria terrestre.
Le vaste regioni di spazio abitato vengono battezzate Sfera Interna, Periferia e Periferia Profonda, a seconda della loro distanza dalla Terra.

### BattleMech
Nel 2439 viene realizzato il primo BattleMech, il "Mackie", un mech d'assalto avente 100 tonnellate di stazza, che porta un'evoluzione nella guerra: condotti da un'élite di piloti chiamati MechWarrior, tali macchine divengono, nel corso dei secoli, determinanti sui campi di battaglia.

### La Lega Stellare
Nel 2571, l'alleanza interplanetaria chiamata Lega Stellare, a seguito di guerre centenarie fra le nazioni interstellari (il Commonwealth Lirano, i Soli Federati, l'Unione del Drago, la Confederazione Capellana e la Lega dei Mondi Liberi), proiettò le Grandi Casate nobiliari padrone della Sfera Interna (gli Steiner, i Davion, i Kurita, i Liao e i Marik) e la Terra in un lungo corso di pace e di progresso.
Tuttavia, in seguito alla cruenta "Guerra civile Amaris-Kerensky", l'alleanza, fu sciolta nel 2781.

### Operazione Exodus
Ogni Stato membro dell'oramai defunta Lega Stellare tentò di prevalere violentemente sugli altri per la supremazia. I leader cercarono l'appoggio militare del mastodontico esercito della Forza di Difesa della Lega Stellare, ma il generale Alexandr Sergeyevich Kerensky, comandante in capo di tale armata, fedele alla Lega, prese una drastica decisione (nel tentativo di evitare uno stato di tensione e guerra permanente): nel 2784, si mise in viaggio, con quasi l'intero apparato bellico a sua disposizione, per la zona della Periferia Profonda, nell'Operazione Exodus, accompagnato dall'intento di fondare una società nuova, basata sugli ideali della Lega.

### Le Guerre di Successione
I governanti delle cinque Grandi Casate nobiliari a guida delle più potenti nazioni interstellari, dopo la caduta della Lega Stellare, tornarono a muoversi guerra, affrontandosi per quattro conflitti (le Guerre di Successione), lunghi due secoli e mezzo. Tali Guerre causarono la morte di decine di miliardi di individui e la paralisi dei sistemi industriali di molte colonie. Gran parte della tecnologia più avanzata acquisita, andò persa (molti scienziati e tecnici morirono e il 70% degli apparati industriali vennero irrimediabilmente distrutti).
Nel 3020, l'Arconte Katrina Steiner, guida del Commonwealth Lirano (una delle cinque super-potenze), inviò una proposta di pace agli Stati Successori rivali, che venne accolta solo dal Principe Hanse Davion, leader dei Soli Federati. Informalmente, nel 3028, fu sancita l'alleanza fra i due regni: il Commonwealth Federativo.

### I Clan
I Clan sono i discendenti dei sei milioni di soldati della Forza di Difesa della Lega Stellare i quali, nel corso dei secoli del loro esodo, andarono a formare venti gruppi (distinti su base tribale), chiamati appunto Clan, stabilendo una società interamente basata su draconiane leggi militari e genetiche (e questo per ordine del figlio del defunto generale Alexandr Kerensky, Nicholas, a seguito di guerre civili devastanti scoppiate dopo il tentativo fallito del padre di creare una nuova comunità civile).
Nei secoli, due visioni distinte, riguardo agli ideali ispiratori della vecchia Lega Stellare, al "lascito morale" del generale Kerensky e al futuro, divisero i Clan: da una parte i Crusader (i Crociati) che intendevano tornare nella Sfera Interna da conquistatori, costringendo le nazioni della stessa ad unirsi in una nuova Lega; dall'altra c'erano, i Warden (i Guardiani), i quali ritenevano che i Clan dovessero agire come protettori della Sfera Interna e per i quali era necessario intervenire solo in caso di rischi rilevanti per gli stessi Clan.

### L'Invasione dei Clan
Nel 3050, i Clan, dopo che la fazione dei Crusader ebbe il sopravvento su quella rivale, fecero ritorno alla Sfera Interna, sotto forma di forza d'invasione.
Lo scontro, brutale, proseguì per tre anni, oltre i quali si giunse ad una cessazione temporanea delle ostilità.

Nell'anno 3058, dopo la rottura della tregua da parte degli invasori, i leader della Sfera Interna decisero di rifondare l'antica Lega Stellare, con il proposito di sferrare un colpo decisivo nelle Guerre dei Clan: l'invasione fu definitivamente fermata nel 3061, con la sconfitta dei Clan.

### Guerra Civile del Commonwealth Federativo
Nel 3060, l'Arconte Katherine Morgan Steiner-Davion (nipote di Katrina Steiner e leader della neo Alleanza Liriana, già Commonwealth Liriano), non si fece scrupoli ad approfittare dell'assenza del fratello Victor (l'allora Principe-Arconte del Commonwealth Federativo, nonché Principe dei Soli Federati, impegnato nella guerra contro i Clan), per usurpare il trono del Commonwealth Federativo. Ne scaturì (nel 3062) la cosiddetta Guerra Civile del Commonwealth Federativo.

### La ComStar
Il primo dispositivo HPG (Generatore di IperImpulso), un sistema progettato per rendere possibili le comunicazioni interplanetarie a velocità superluminale, fu costruito durante il periodo della Lega Stellare, nel 2788; un secolo e mezzo dopo la prima trasmissione ad IperImpulso, al Dipartimento delle Comunicazioni della Lega Stellare, con sede sulla Terra, fu assegnato il nome di ComStar.

Il Ministro delle Comunicazioni della Lega Stellare, Jerome Blake, in seguito alla rottura dell'alleanza fra le Grandi Casate nobiliari (la Lega Stellare), comprese che questi regimi bellicosi, incapaci di trovare un accordo fra di loro, si sarebbero serviti della rete di comunicazione interstellare sviluppata, per contendersi il potere centrale con l'uso della forza. Blake ottenne la piena autorità sulla Terra e il riconoscimento ufficiale da parte degli altri governi planetari. Egli dichiarò lo status neutrale del pianeta.

Come Primo Amministratore della ComStar, Jerome Blake, fece della stessa, un'organizzazione con il compito di mantenere al riparo dalle Casate, i segreti tecnologici della decaduta Lega Stellare.
Nel corso dei secoli, divenuta un'istituzione politico-religiosa, la ComStar assunse un peso tale da alterare gli equilibri di potere della Sfera Interna.

### I Word of Blake
Una fazione ultraconservatrice della ComStar, i Word of Blake, nell'anno 3052 accusò l'organizzazione stessa (appena riformata e liberatasi della sua connotazione religiosa), di "atti eretici" contro gli "antichi insegnamenti" del fondatore Blake, ai quali la setta si era votata e con la forza, prese il controllo politico e militare della Terra (nel 3058, con l'Operazione Odysseus) facendone il fulcro del proprio protettorato e costringendo la ComStar ad una frettolosa delocalizzazione altrove, sul pianeta Tukkayid.

### La Jihād
Nel 3067 ebbe inizio la Jihād, la "Guerra Santa" dei Word of Blake, un conflitto interstellare che coinvolse le maggiori potenze della Sfera Interna.

Durante la Jihād, le truppe dei Word of Blake erano solite dare l'assalto ad importanti mondi industriali per ostacolare le possibilità belliche delle Grandi Casate nobiliari e sopraffarle. Contemporaneamente, furono architettate false comunicazioni da immettere nella rete di telecomunicazioni, per manipolare le decisioni dei leader avversari, innescare caos e fomentare la loro reciproca diffidenza e astiosità.

La belligeranza (della portata distruttiva simile a quella prodotta dalle Guerre di Successione), continuò sino a quando, nel 3081, i Word of Blake furono costretti alla sconfitta da una coalizione di forze.

### La Repubblica della Sfera
La Repubblica della Sfera, sorse dalle ceneri lasciate dalla Jihād. Fu fondata nel 3081 sulla Terra.

Dai negoziati tra i leader delle grandi potenze della Sfera Interna e della Periferia (con l'eccezione della Confederazione Capellana), riuniti per discutere sulla realizzazione di uno "stato cuscinetto" tra le varie forze, scaturì l'istituzione della Repubblica della Sfera. Fu inoltre raggiunto un accordo che prevedeva la cessione di alcuni dei numerosi mondi conquistati dai Word of Blake, alla Repubblica della Sfera.
Nel corso della sua storia, la Repubblica s'impegnò a porre rimedio ai danni inflitti dagli eventi della Jihād alle infrastrutture e al commercio interstellare dei mondi.

Nel tempo, i governi della Sfera Interna avviarono il disarmo e la riduzione degli eserciti. Le guerre non cessano, ma si verificano solo su piccola scala.

Ma nel 3132, in seguito ad una misteriosa disattivazione quasi totale della griglia HPG, la Repubblica venne lacerata da un conflitto tra fazioni all'interno del suo stesso governo, gruppi che sostenevano gli interessi dell'Unione del Drago, dei Soli Federati e del Commonwealth Lirano.

### L'Età Buia
La cosiddetta "Età Buia", ebbe inizio con il black-out dell'80% della rete di comunicazione HPG, nel 3132. Con il collasso delle trasmissioni interstellari, l'umanità fu improvvisamente spinta indietro ai giorni dove la comunicazione spaziale "ultra-luce" non era possibile ed i messaggi dovevano essere portati da navi-corriere (le BalzoNavi).
Il blackout, dette alle Grandi Casate e ai Clan superstiti (insediatisi nella Sfera Interna in seguito al fallimento dell'Invasione dei Clan), l'occasione di riconquistare i mondi persi a causa dei World of Blake e in seguito ceduti alla Repubblica della Sfera, nell'ambito di un patto di non belligeranza.

Una nuova corsa agli armamenti ebbe inizio.

## Tecnologia
In BattleTech, il livello tecnologico presente è un'insolita commistione d'elementi in parte futuristici e in parte antiquati. Tecnologie avanzate come viaggi e comunicazioni superluminali, si affiancano ad elementi anacronistici come motori a combustione interna e armi balistiche. Intelligenza artificiale, nanotecnologie, androidi e molti altri elementi classici della fantascienza, sono assenti o minimizzati. Secoli di guerre, con la distruzione d'industrie, istituti di ricerca e di centri universitari, sono generalmente indicati come le cause responsabili dell'irregolare avanzamento tecnologico.
Poiché l'universo BattleTech ha raggiunto il culmine del successo scientifico durante la cosiddetta "Età dell'Oro" dell'antica Lega Stellare, ovvero l'unione dei mondi della Sfera Interna (prima che tale Lega collassasse sotto il peso di una guerra civile), al fine d'aggiungere dimensioni nuove alla trama, implementazioni di "tecnologia perduta" (chiamata LosTech, contrazione di Lost Technology), sviluppata proprio nella succitata epoca di massimo sviluppo, sono a volte usate dagli autori dei prodotti in franchising, in funzione di deus ex machina o come obiettivi da conseguire (ad esempio, tecnologie perdute, vengono di sovente trovate in depositi planetari dimenticati od occultati, risalenti all'epoca della Lega Stellare).

## Soggetti politici e zone d'influenza
Quello di BattleTech, è un universo controllato da numerosi governi umani interplanetari che si contendono la supremazia. Nelle successive sezioni, sono descritti i principali "attori" politici e relativi settori geografici d'influenza.

### Terra
La Terra, è il mondo d'origine del genere umano ed è stata la capitale della prima Lega Stellare, con un potere di tipo federale.
Oltre ad essere stato il fulcro della Lega, la Terra assunse un ruolo dominante per diverse forme di governo interplanetario, fra cui l'Alleanza Terrestre, l'Egemonia Terrestre, la ComStar, il Protettorato dei Word of Blake e la Repubblica della Sfera.
A seguire, tabelle riassuntive di alcune fra le principali nazioni che hanno avuto la Terra come centro politico:
| Primus | Ordine religioso | Sidney, Terra | Inglese e altre | 2788 |  |

| Maestro Marziale | Protettorato dei Word of Blake | Oligarchia | Terra | 3052 |  |

| Repubblica della Sfera | Esarca | Repubblica Federale | Ginevra, Terra | Inglese, tedesco, giapponese, cinese (mandarino), italiano, francese, russo, gaelico scozzese, urdu, greco | 3081 |  |

### Lega Stellare
L'unificazione degli Stati membri della Sfera Interna, avvenne nel 2571, con la creazione del governo federale della Lega Stellare (formato dalle cinque maggiori nazioni interstellari e dalla Terra): l'era della Lega Stellare, permise la pace, la prosperità e un insuperato sviluppo tecnologico.
Resa debole da alcuni pessimi leader, dalla disarmonia fra le nazioni, guerre non dichiarate e disordini, la Lega Stellare crollò dopo una lunga guerra civile (Guerra Civile Amaris-Kerensky) e fu ufficialmente sciolta nel 2781.
A seguire, una tabella riassuntiva riguardante la Lega Stellare:
| Capo di Stato | Governo     | Città e pianeta capitale         | Lingue dominanti | Anno di fondazione | Colore simbolico |
| Primo Lord    | Federazione | Corte della Lega Stellare, Terra | Inglese, tedesco, giapponese, cinese (mandarino e cantonese), francese, italiano, gaelico scozzese, arabo, russo, hindi, spagnolo, greco, romeno, urdu | 2571               |                  |

### Sfera Interna
La Sfera Interna (cuore dell'universo BattleTech), è una vasta regione di cosmo, attorno alla Terra ed è dominata (militarmente, politicamente ed economicamente) da cinque "Grandi Casate" nobiliari: Davion, Steiner, Liao, Marik e Kurita. I leader di ciascuna casata, reclamano il diritto a succedere alla guida di una nuova Lega Stellare: in conseguenza di ciò, tali nazioni (i Soli Federati, il Commonwealth Lirano, l'Unione del Drago, la Confederazione Capellana e la Lega dei Mondi Liberi) sono conosciute come Stati Successori e sono le responsabili delle storiche lotte chiamate Guerre di Successione.
A seguire, tabella riassuntiva delle cinque Grandi Casate nobiliari che si contendono lo spazio della Sfera Interna:
| Soli Federati            | Davion  | Primo Principe    | Aristocrazia Costituzionale | New Avalon City, New Avalon | Inglese, francese, tedesco                             | 2317 |  |
| Commonwealth Lirano      | Steiner | Arconte           | Monarchia Costituzionale    | Tharkad City, Tharkad       | Inglese, tedesco, gaelico scozzese, italiano, francese | 2341 |  |
| Unione del Drago         | Kurita  | Coordinatore      | Autocrazia                  | Imperial City, Luthien      | Giapponese, arabo, inglese                             | 2319 |  |
| Confederazione Capellana | Liao    | Cancelliere       | Dittatura                   | Zi-jin Cheng, Sian          | Cinese (mandarino e cantonese), russo, inglese, Hindi  | 2366 |  |
| Lega dei Mondi Liberi    | Marik   | Capitano-Generale | Confederazione Parlamentare | Atreus City, Atreus         | Inglese, spagnolo, greco, romeno, urdu                 | 2271 |  |

Poche altre significative potenze minori sono presenti nella Sfera Interna. La Repubblica Libera di Rasalhague fu creata nel 3034, da un accordo tra l'Unione del Drago e la ComStar (quest'ultima, potente organizzazione politica e religiosa avente il monopolio del settore-chiave delle comunicazioni interstellari, in tutta la Sfera Interna). Nel 3052, la Repubblica fu quasi interamente conquistata dalle forze dei Clan; nel 3070, gran parte di essa fu incorporata nell'Impero dei Ghost Bear (dal 3103, noto come l'Impero di Rasalhague).
A seguire, tabella riassuntiva della Repubblica Libera di Rasalhague:
| Repubblica Libera di Rasalhague | Principe Eletto | Parlamento Rappresentativo | Reyljavik, Rasalhague | Svedese, inglese, giapponese, tedesco, "svedenese" (forma ibrida tra lo svedese e il giapponese) | 3034 |  |

Molti pianeti in prossimità della Terra, furono resi inabitabili a causa delle prime due Guerre di Successione (innescate dalla caduta del potere centrale della Lega Stellare) e quelli sopravvissuti, per secoli patirono le gravi conseguenze dei danni subiti. Diversi mondi, in quel settore di galassia divenuto noto come Chaos March, guadagnarono per breve tempo l'indipendenza tra il 3057 e il 3081.

### Periferia
Lo spazio che circonda la Sfera Interna, contiene un certo numero di nazioni indipendenti, conosciute collettivamente come Periferia. All'interno di tale frontiera, la maggior parte delle nazioni (come l'Alleanza dei Mondi Esterni, il Concordato Tauriano, la Magistratura di Canopus e la Repubblica dei Mondi del Bordo) hanno dimensioni analoghe a quelle degli Stati Successori, ma risultano essere inferiori ad essi, sul piano economico e militare.

Nella vasta zona della Periferia, sono presenti altre nazioni di minore estensione, come l'Egemonia Mariana e i Regni Banditi (questi ultimi formati da gruppi di reietti e pirati).
Anche se molte aree della Periferia sono poco sviluppate sia industrialmente che tecnologicamente, rispetto alla Sfera Interna, un buon numero di mondi può vantare un certo livello di progresso culturale e tecnologico.

### Periferia Profonda
La Periferia Profonda è lo spazio, della Via Lattea, poco esplorato, collocato attorno alla Periferia. Il suo cielo è costellato da colonie abbandonate e piccoli avamposti, ma è anche il luogo d'origine dei Clan.

Fra le colonie più significative insediatevisi, si ricordano quelle di Alfirk e Columbus.

### Clan
In seguito alla dissoluzione della Lega Stellare, gran parte del suo imponente esercito, la Forza di Difesa della Lega Stellare, si congedò dalla Sfera Interna nel 2784, stabilendosi nella zona remota della Periferia Profonda.
Nel corso dei secoli, i militari riformarono profondamente la propria organizzazione e divennero i Clan, una società politico-militare su base castale, che si affidò alla manipolazione genetica e alla pratica delle nascite in provetta, per irregimentare la propria neo-cultura.
Nel 3049, i quattro clan più influenti, ritornarono nella Sfera Interna per conquistarla, e furono raggiunti da altri cinque, successivamente. In seguito alla loro sconfitta da parte degli Stati Successori, i clan originali che formavano tale società, o furono annientati o assorbiti nella Sfera Interna, oppure si frammentarono o disertarono.
Le cosiddette Zone di Occupazione dei Clan nella Sfera Interna (abitate dai superstiti dei Clan), impegnano, nel complesso, una regione equivalente al territorio di uno Stato Successore.
A seguire, una tabella riassuntiva della fazione Clan:
| ilKhan | Gerarchia militare organizzata su base castale | Katyusha, Strana Mechty | Inglese, Russo | 2807 |  |

### Mercenari
Nella Sfera Interna operano (principalmente al servizio delle Grandi Casate) molte compagnie mercenarie, alcune delle quali, hanno influenzato la storia BattleTech.

Fra i gruppi più celebri, si segnalano i Wolf's Dragoons, il Cavalleggeri Eridani, i Kell Hounds, i Northwind Highlanders, la Legione della Morte Grigia e la Cavalleria Corazzata di McCarron.